# Georges Caminet
Georges Caminet est un homme politique français né le 22 juin 1739 à Lyon (Rhône) et décédé le 30 septembre 1814 à Paris.
Négociant à Lyon, il est député de Rhône-et-Loire de 1791 à 1792, s'occupant des questions financières. En 1802, il est nommé membre du tribunal de commerce de Lyon.
Le 6 décembre 1802 il est fait membre de l'Académie des sciences, belles-lettres et arts de Lyon à la section Sciences. 
Il est enterré au cimetière du Père-Lachaise à Paris.